# Benešov nad Ploučnicí (stacja kolejowa)
Benešov nad Ploučnicí – stacja kolejowa w Benešovie nad Ploučnicí, w kraju usteckim, w Czechach. Jest ważnym węzłem kolejowym. Znajduje się na wysokości 195 m n.p.m.
Jest zarządzana przez Správę železnic. Na stacji znajdują się kasy biletowe, na których istnieje możliwość zakupu biletów na wszystkie pociągi w tym międzynarodowe oraz rezerwacji miejsc.

## Linie kolejowe
- 081 Děčín - Rumburk